# Солис, Камиль
Стефания Камиль Солис (англ. Stephanie Camille Solis, 16 ноября 1971) — белизская велогонщица, выступавшая на шоссе. Участница летних Олимпийских игр 1992 и 1996 годов. Первая женщина, представлявшая Белиз на Олимпийских играх.

## Биография
Камиль Солис родилась 16 ноября 1971 года.
В 1992 году вошла в состав сборной Белиза на летних Олимпийских играх в Барселоне. В шоссейной групповой гонке на 81 км не смогла финишировать, как и ещё две из 57 участниц.
В 1995 году была в заявке на чемпионат мира по шоссейному велоспорту, который проходил в Колумбии, но не вышла на индивидуальную гонку с раздельным стартом.
В 1996 году вошла в состав сборной Белиза на летних Олимпийских играх в Атланте. В шоссейной групповой гонке на 104,4 км снова не смогла финишировать, как и ещё 14 из 58 участниц.
Солис стала первой женщиной, представлявшей Белиз на Олимпийских играх.